# Bad Ems

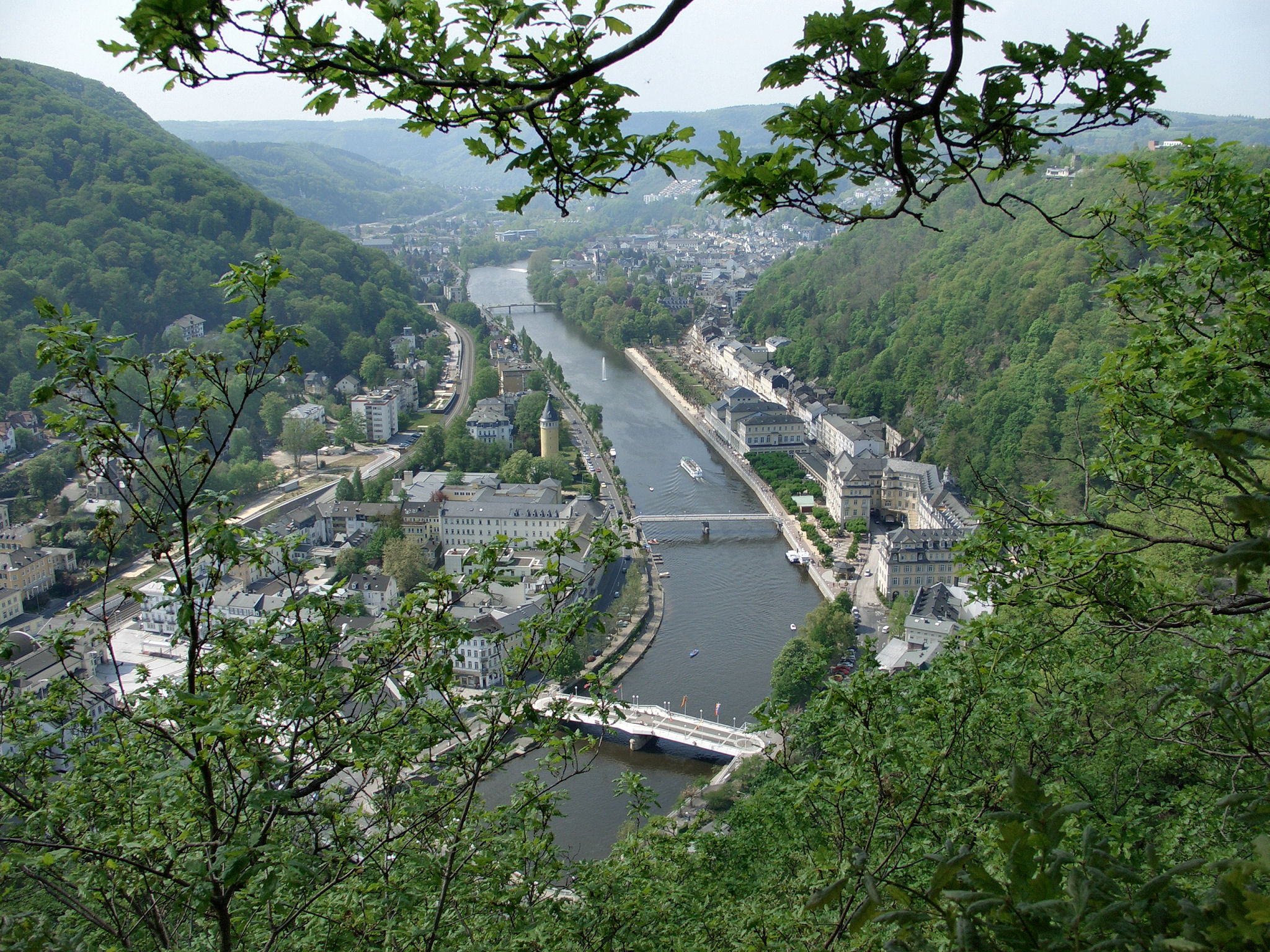
Bad Ems.

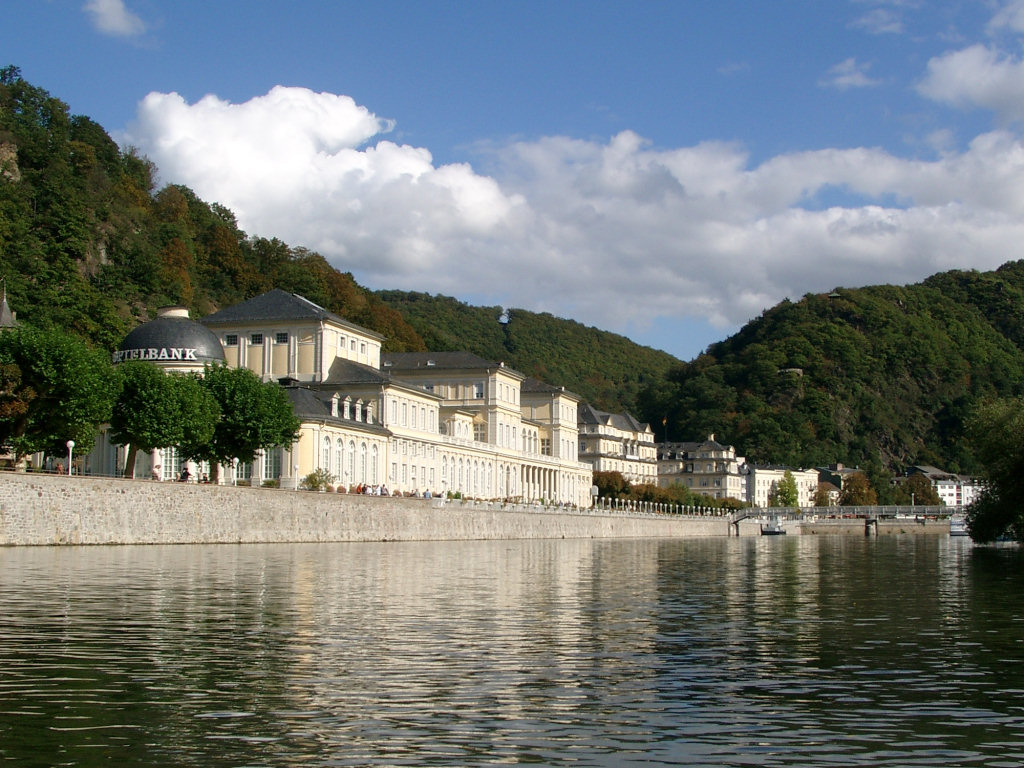
Bad Ems.

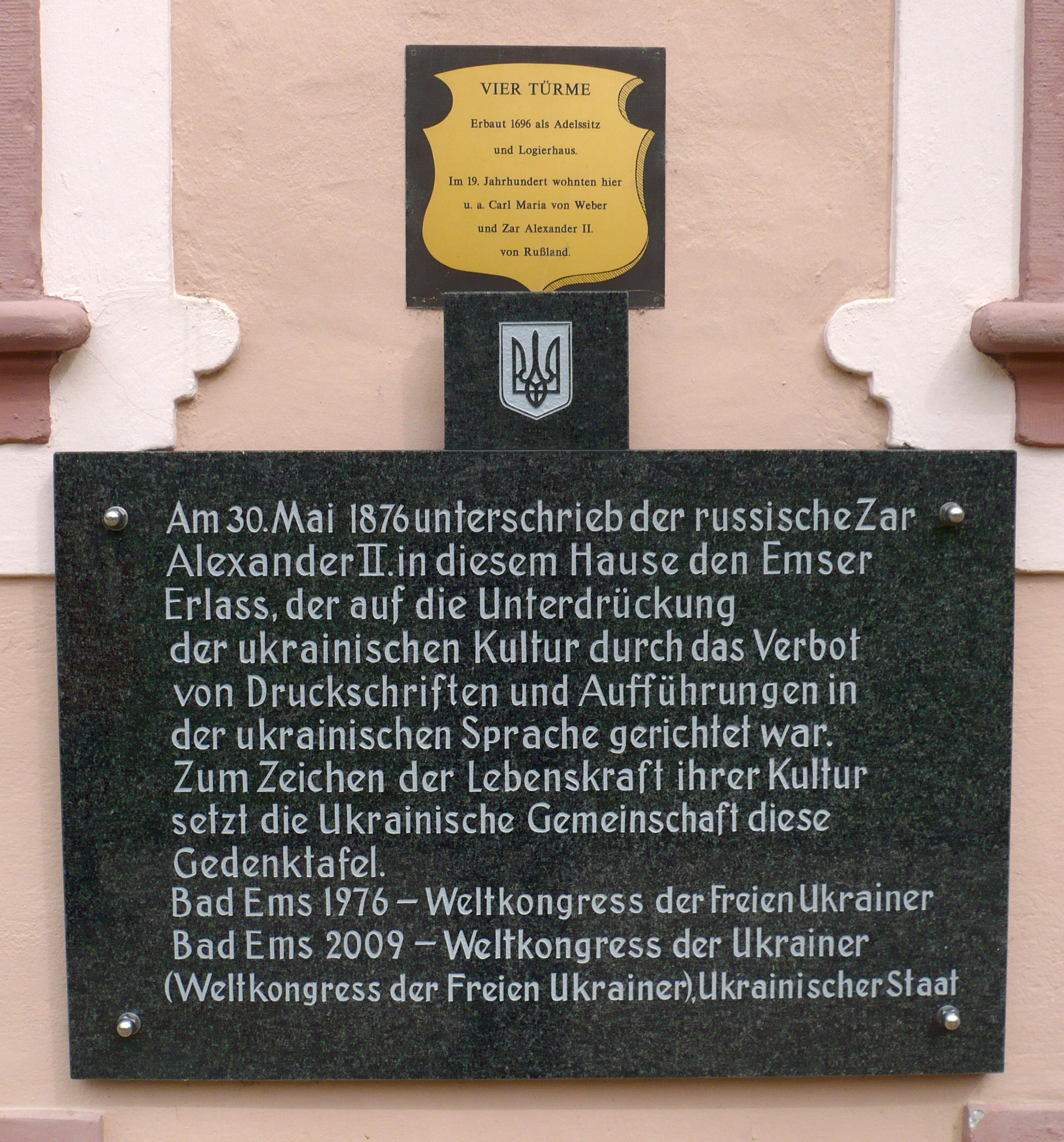
Placa conmemorativa dedicada al ucase de Ems en Bad Ems.

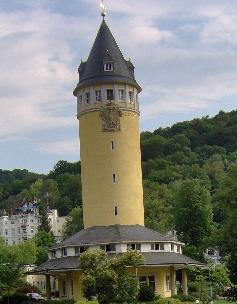
Torre de agua construida en Bad Ems en 1907

Bad Ems (pronunciación en alemán: /baːt ɛms/ (escucharⓘ)) es una ciudad situada en el Estado federado de Renania-Palatinado, Alemania. Es la sede del distrito rural de Rin-Lahn, famoso por su balneario junto al río Lahn. Como uno de los grandes balnearios de Europa, la ciudad es Patrimonio de la Humanidad.
Está fusionada con el municipio colectivo de Bad Ems-Nassau y cuenta con alrededor de 9.000 habitantes.
En 2021, la ciudad pasó a formar parte del sitio transnacional Patrimonio de la Humanidad de la Unesco con el título de Grandes ciudades balneario de Europa, debido a sus famosas aguas termales y su arquitectura de los siglos XVIII y XX que atestiguan la popularidad de los balnearios en Europa durante esa época.

## Geografía
La ciudad está situada a ambas orillas del río Lahn, frontera natural entre las cordilleras delTaunus y Westerwald, que forman parte del macizo del Rin; y junto con sus distritos exteriores dentro de la Reserva Natural de Nassau.

## Historia
En la época romana, en el lugar que ocupa la ciudad, se construyó un castrum como parte de los limes de la Alta Germania-Recia, estructura de la cual no queda prácticamente nada. En los bosques alrededor del pueblo, sin embargo, existen distintos restos de la antigua frontera romana.
La localidad fue mencionada por primera vez en documentos oficiales en el año 880 y recibió su carta de población en 1324. En los siglos XVII y XVIII Bad Ems fue considerada uno de los balnearios más famosos de Alemania. Alcanzó su cima en el siglo XIX cuando dio la bienvenida a visitantes de todo el mundo y se convirtió en residencia de verano de diferentes monarcas europeos y artistas, incluido el Káiser Guillermo I de Alemania, los Zares Nicolás I y Alejandro II de Rusia, Richard Wagner, Fiódor Dostoyevski y Vasili Vereschaguin.
En 1870 la localidad, entonces parte de Prusia, alcanzó cierta relevancia por ser el lugar donde se originó el telegrama de Ems, instigando la guerra franco-prusiana. En 1876, en la Haus Vier Türme (Casa de las cuatro torres), Alejandro II de Rusia firmó el Ucase de Ems por el que se prohibía la lengua ucraniana. Hoy un monumento conmemora el evento.

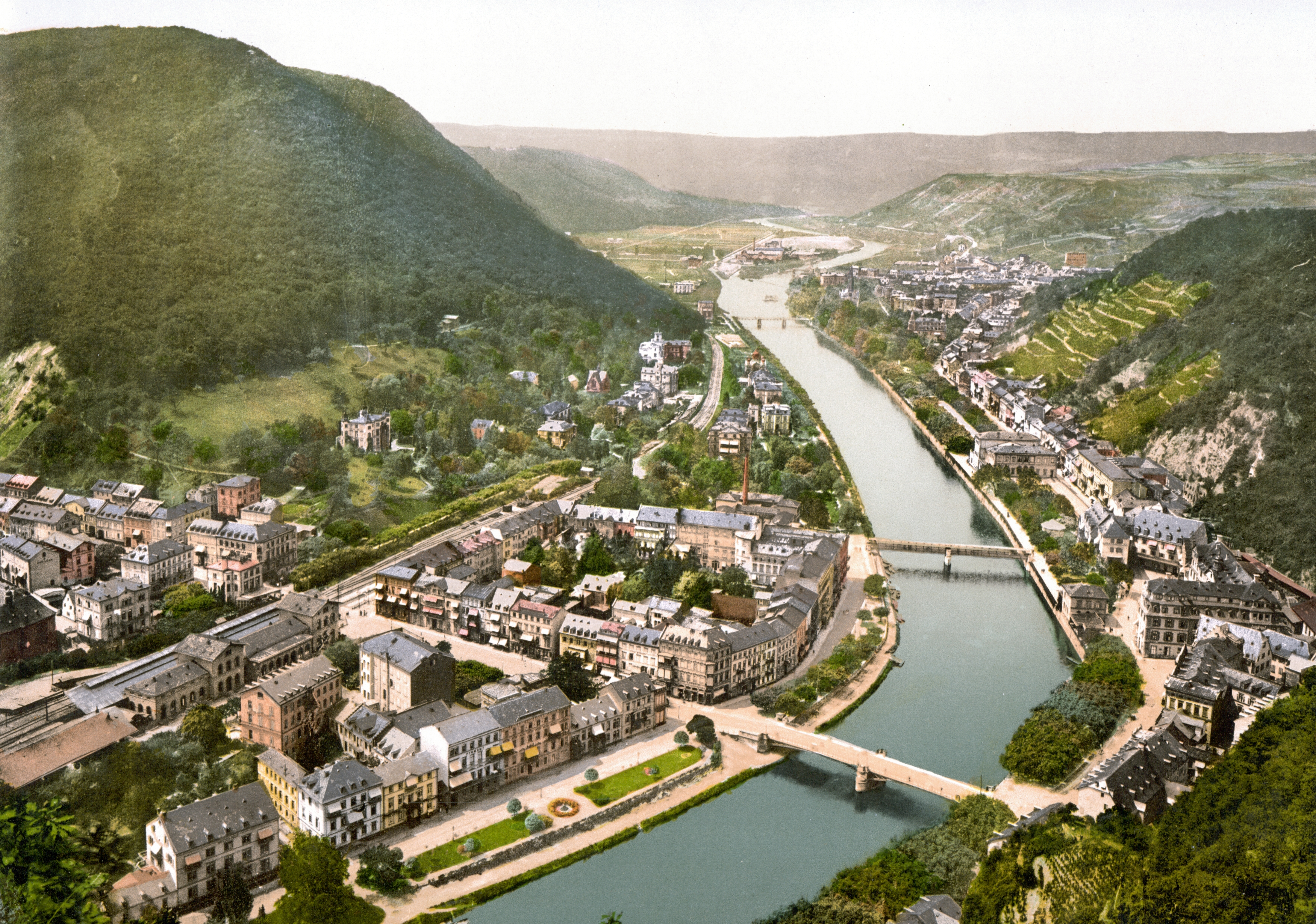
Vista de la localidad en 1900.

### Minería
En los siglos XIX y XX se realizó una importante explotación minera de minerales metálicos, principalmente plomo, plata, zinc y cobre. Los romanos ya extraían minerales a cielo abierto, lo que continuó durante toda la Edad Media. Las numerosas hendiduras en la colina Blöskopf dan testimonio de este período de la historia. Con el paso del tiempo, el método de extracción pasó de la explotación a cielo abierto a la subterránea con túneles y pozos,  la cual se menciona por primera vez en un documento fechado en 1158 y continuó hasta el siglo XVIII, aunque con largas interrupciones.
La llegada de la Revolución Industrial condujo a la ampliación de la mina, que a partir de 1871 funcionó bajo el nombre de Emser Blei- und Silberwerk AG. En 1909 la empresa pasó a manos de la que más tarde se convirtió en Stolberger Zink AG y continuó hasta que el final de la Segunda Guerra Mundial interrumpió la actividad en 1945. Después de la guerra, la minería ya no recibió ningún tipo de subvención, pero hasta 1959 el mineral almacenado y el de otras minas se clasificaba en la planta de preparación central de Silberau.
Hoy en día, la mina todavía se conoce como Mercur, el nombre colectivo de varios pozos individuales, y desde 1996, la mina está habilitada como museo.

## Economía
La industria se limita principalmente a empresas relacionadas con su condición de balneario, pero es bastante variada, entre ellas la medicina, la ingeniería eléctrica y el turismo.

### Manantiales minerales
La localidad se encuentra en un conjunto de fuentes termales minerales, manantiales que tienen un alto contenido de bicarbonato de sodio y temperaturas entre 27 y 57 grados °C. Se originan a partir de la infiltración de agua subterránea de la formación del Devónico Inferior Renano. La sal natural Ems se produce a partir de esta agua mineral y también se comercializa por separado para beber e inhalar; cuando se inhala con un vaporizador, el agua tiene un efecto beneficioso sobre los dolores de garganta.

## Infraestructura

### Transporte
La ciudad cuenta con la estación de Bad Ems, que se encuentra en la línea férrea de Lahntal.
La ciudad está conectada con un mirador en la Bismarckturm (torre de Bismarck) mediante el funicular Kurwaldbahn.